# Île des Singes
Île des Singes är en ö i Kongofloden cirka 10 km från städerna Kinshasa och Brazzaville. Både Kongo-Kinshasa och Kongo-Brazzaville gör anspråk på ön.